# Fritz Hausmann (Politiker)
Fritz Hausmann (* 6. Juni 1845 in Lauenstein, Königreich Hannover; † 25. Mai 1927 in Hannover) war ein deutscher Unternehmer und Bürgermeister. Von 1905 bis 1912 saß er im Reichstag (Deutsches Kaiserreich).

## Leben
Hausmann trat nach dem Besuch der Realschule zu Rinteln in eine kaufmännische Lehre und nahm nach Beendigung der Lehrzeit Stellung in einer großen Baumwollspinnerei und Weberei in Württemberg. 1871 übernahm er ein Fabrikgeschäft (mechanische Weberei) in Lauenstein. Er war ehrenamtlicher Bürgermeister von Lauenstein von 1889 bis 1901 und Mitglied der Handelskammer zu Hannover seit 1887. Weiter war er Mitglied des preußischen Abgeordnetenhauses seit seiner Nachwahl 1892 bis 1918 für den 7. hannoverschen Wahlkreis (Hameln). Am 19. Mai 1909 verlor er sein Mandat, da seine Wahl für ungültig erklärt worden war, jedoch wurde er in einer Nachwahl am 2. Oktober 1909 erneut gewählt.
Von 1905 bis 1912 war er Mitglied des Reichstages für den Wahlkreis Hannover 9 (Hameln, Linden, Springe) und die Nationalliberale Partei.

## Ehrungen
- Roter Adlerorden IV. Klasse
- Rote Kreuz-Medaille (Preußen) III. Klasse
- Zentenarmedaille